# Claudio Stagni

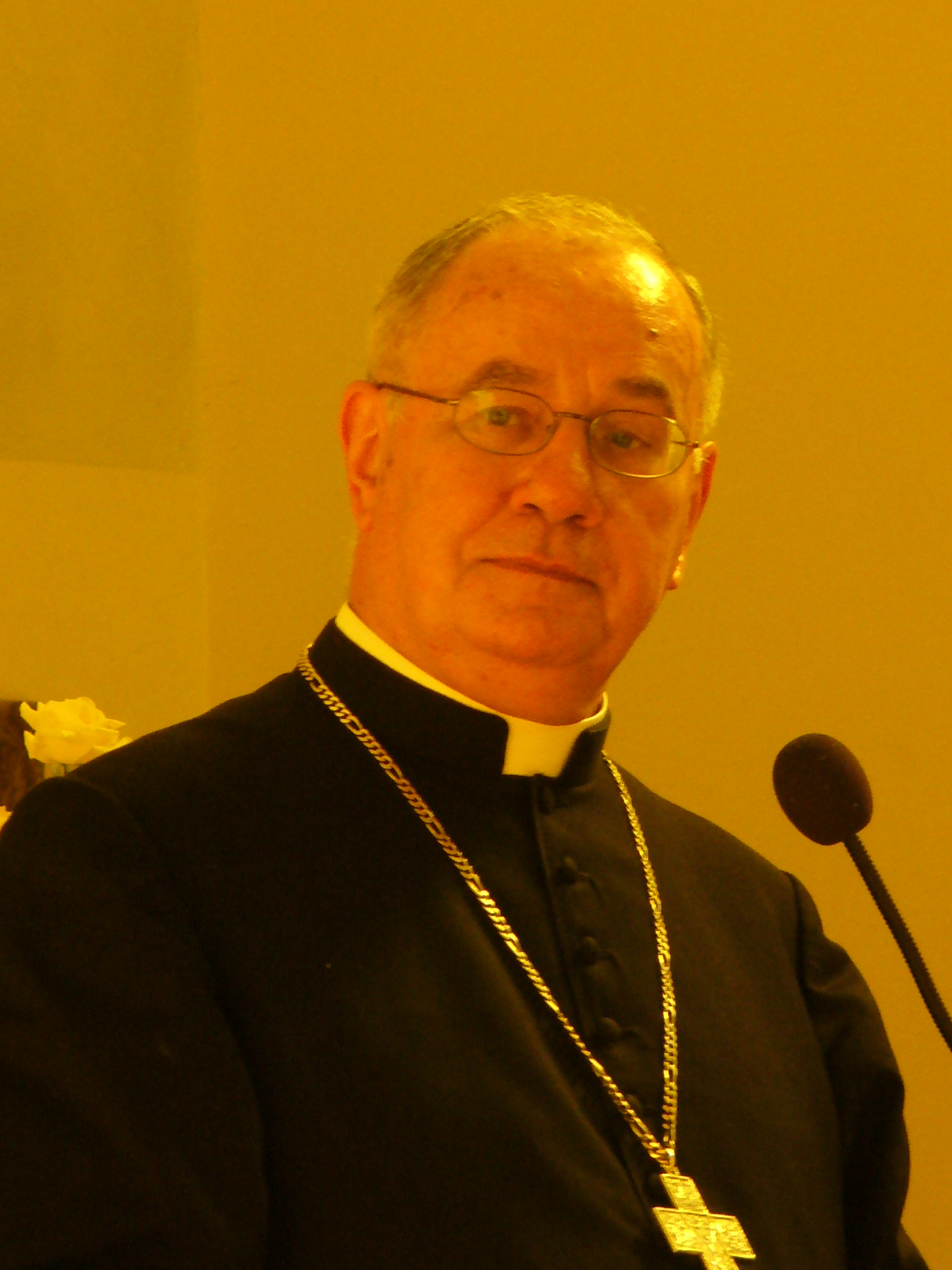
Bischof Claudio Stagni

Claudio Stagni (* 9. Juni 1939 in Ganzanigo, Gemeinde Medicina) ist ein italienischer Geistlicher und emeritierter Bischof von Faenza-Modigliana.

## Leben

Bischofswappen

Der Erzbischof von Bologna, Giacomo Kardinal Lercaro, weihte ihn am 25. Juli 1963 zum Priester.
Papst Johannes Paul II. ernannte ihn am 6. Dezember 1990 zum Weihbischof in Bologna und Titularbischof von Dardanus. Die Bischofsweihe spendete ihm der Erzbischof von Bologna, Giacomo Kardinal Biffi, am 13. Januar des nächsten Jahres; Mitkonsekratoren waren Vincenzo Zarri, Bischof von Forlì-Bertinoro, und Benito Cocchi, Bischof von Parma-Fontevivo.
Sein Wahlspruch lautete Haurietis aquas in gaudio. Am 26. April 2004 wurde er zum Bischof von Faenza-Modigliana ernannt und am 30. Mai desselben Jahres in das Amt eingeführt.
Papst Franziskus nahm am 19. Januar 2015 seinen altersbedingten Rücktritt an.